# 민주벽
민주벽(중국어: 西单民主墙)은 1978년 11월부터 1979년 12월까지 수천 명의 사람들이 베이징 시청구의 긴 벽돌 벽에 대자보를 붙여 중국의 정치 및 사회 문제에 대해 항의한 사건을 말한다. 중국 정부의 묵인하에 비공식 저널, 청원, 시위와 같은 다른 종류의 시위 활동도 곧 중국의 주요 도시에서 확산되었다. 이 운동은 중국 민주화 운동의 시작이라고 볼 수 있다. 그것은 또한 민주벽 운동으로 알려져있다. 이 짧은 기간의 정치적 해방을 베이징의 봄이라고도 일컫는다.

## 배경

### 문화대혁명
1966년, 마오쩌둥이 문화대혁명을 시작했을 때 수백만의 학생들이 마오쩌둥의 부름에 응했고, 중국공산당 내부에서 주자파를 근절하고 반란을 일으키기 위해 홍위병으로 조직되었다.  그러나 1969년에 마오쩌둥은 하방운동을 시작하여 홍위병을 농촌으로 추방했다. 이 움직임으로 인해 많은 홍위병들이 마오에게 버림받았다고 느끼게 되었다. 1971년 린뱌오의 쿠데타와 죽음은 마오쩌둥과 문화대혁명의 이념에 대한 인민의 집단적 믿음을 크게 흔들었다. 1974년 11월 19일, 리이저 대자보가 광둥성의 벽에 나타났다. 67페이지에 달하는 이 대자보는 사람들이 중국의 문화대혁명과 정치 체제를 재평가하기 시작했음을 보여주었다.

### 1976년 천안문 사태
1976년 1월 8일 저우언라이가 사망했다. 4월 5일 청명절에 수천 명의 베이징 주민들이 톈안먼 광장에 모였다. 그들은 시를 쓰고 대자보를 붙여 저우언라이를 애도하고 사인방과 문화대혁명에 대한 분노를 표현했다. 이에 대해 마오쩌둥은 경찰과 인민해방군에게 인민해산을 명령했고 약 4000명이 체포됐다. 이 사건은 1976년 톈안먼 사건이라고 불렸다. 4월 7일, 마오쩌둥은 화궈펑이 덩샤오핑의 국무원 총리 겸 부주석직을 맡을 것을 제안했다. 위원회는 두 제안을 모두 채택했다.

### 진리의 기준에 대한 토론
1976년 9월 9일 마오쩌둥이 사망한 후 화궈펑이 마오쩌둥의 후계자로 지명되자 그는 정치적으로 지배적 사인방의 위협을 느꼈다. 10월 6일, 예젠잉, 리셴녠 및 기타 정치국 구성원들의 지원 하에 화궈펑은 4인조를 체포했다. 화궈펑은 마오쩌둥의 정책과 그의 지시를 최대한 존중할 것이라고 주장했다. 한편, 1977년 7월 21일 중국 공산당 10기 3중 전체회의에서 덩샤오핑은 국무원 총리와 중공 부주석직을 재개했다. 덩샤오핑은 직장에 복귀한 후 마오쩌둥 시대의 몇 가지 정치적 결정을 수정하기 시작했습니다. 1978년 봄, 1957년에 직위에서 해임되었던 반우파 운동 희생자들이 복권되었다. 덩샤오핑은 계속해서 화궈펑의 정당성에 도전하고 사상 분야의 지배를 위해 투쟁했다. 덩샤오핑의 지원 아래 후야오방은 1978년 5월 10일 "실용주의는 진실을 측정하는 유일한 표준"이라는 글을 출판했다. 이 글은 광명일보, 인민일보, 인민해방군일보에 다시 실렸고 곧 중국에서 진리에 규준에 대한 토론을 일으켰다.

## 벽 포스터
공식토론의 영향으로 일반 대중도 대자보를 붙이고 토론을 벌이기 시작했다. 1978년 6월부터 7월까지 베이징의 주요 대학에 큰 글자 포스터가 널리 퍼졌다. 포스터는 처음에 덩샤오핑이 정치권력을 획득하기 위한 투쟁의 일환으로 4인방과 이전에 실패한 정부 정책을 비판하도록 장려되었다. 9월에 외국 언론인들은 중국인과의 자유로운 접촉이 허용되었다고 보도했다.

### 민주벽의 시작
1978년 10월 1일, 중국 공산당의 주제인 "사상을 해방하고 인민에게 최상의 서비스를 제공하는 것은 중국 공산당 당원의 의무"라는 문구가 민간인에 의해 베이징 시단 벽에 게시되었다. 그 이후로 사람들은 전국의 거리 담벼락에 자신의 의견과 자유형 문학을 게시할 수 있게 되었다. 1978년 11월 23일 루푸(吕朴)는 서단 민주벽에 자신의 글을 올렸다. 그는 마오쩌둥을 비판하면서 낙후된 경제, 경직된 사고 통제, 인민의 열악한 생활 조건을 지적했다. 10000명이 넘는 참가자들이 중국의 민주주의와 인권을 요구했다.

### 덩샤오핑의 초기 태도
이 시기까지는 덩샤오핑보다는 사인방, 마오쩌둥, 화궈펑을 비판하는 대자보가 대부분이었다. 그래서 덩샤오핑은 당시에도 여전히 민주화운동을 지지하고 있었다. 11월 26일 그는 민사당 일본 대표들에게 헌법에 따라 민주주의의 장벽 활동은 합법이라고 말했다. 그러나 그는 일부 당의 동지들이 마오쩌둥을 비판하고 싶어하지 않는다는 점을 지적하고 동의했습니다. 덩샤오핑의 태도는 점점 더 많은 사람들이 민주주의의 벽에 모이게 했고, 포스터를 내걸고 자신의 의견을 표명하고 덩샤오핑을 지지했다.

### "제5차 근대화"
그러나 친 덩샤오핑 외에 반 덩샤오핑의 목소리도 있었다. 웨이징성이 쓴 '제5차 근대화 : 민주주의 등'이라는 대자보가 민주벽에 게시되었다. 이 긴 글은 마오쩌둥과 덩샤오핑의 비민주적인 관행을 강력하게 비판했다.